# Palmarès du Festival européen du film court de Brest
Le Festival européen du film court de Brest décerne chaque année différents prix aux courts métrages en compétition. Depuis 1992, les courts métrages sélectionnés proviennent de toute l'Europe.

## (8-13 novembre 2016)

Logo de l'édition 2016.

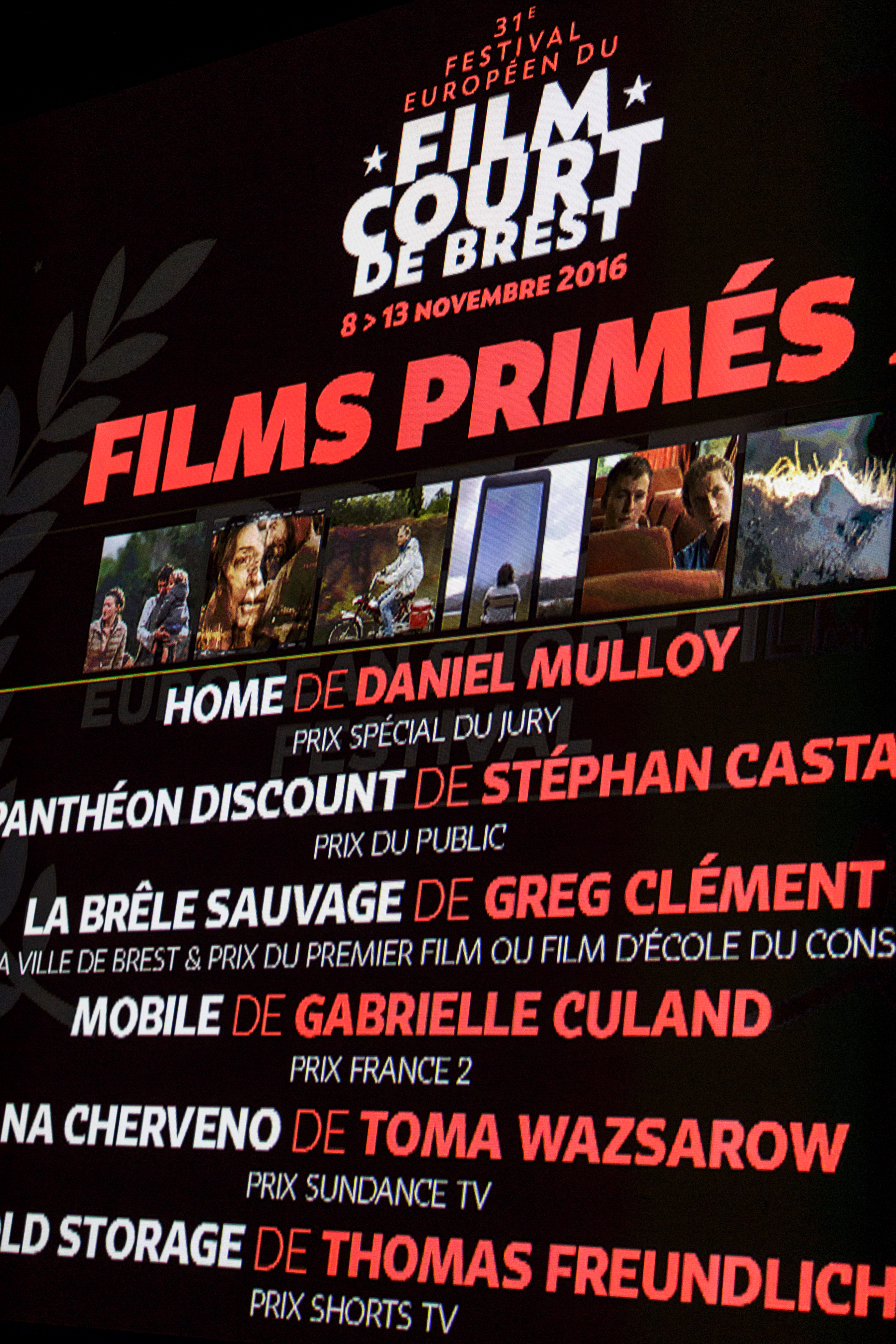
Films primés lors de l'édition 2016.

## 15eédition (11-19 novembre 2000)
| Compétition européenne                             | Compétition européenne                                                |
| -------------------------------------------------- | --------------------------------------------------------------------- |
| Les prix décernés par le jury officiel             |                                                                       |
| Grand Prix du film court de la ville de Brest      | Les Filles du douze de Pascale Breton (France)                        |
| Prix spécial Europe du Jury                        | Tidens ansikte de Elefteria Kalogritsa (Suède)                        |
| Prix spécial du Jury                               | Souffle de Delphine et Muriel Coulin (France)                         |
| Prix Européen du Conseil Régional de Bretagne      | Lost week-end de Dagur Kari Petersson (Islande/Danemark)              |
| Prix Moyen Métrage du Conseil Général du Finistère | Respirar de Antonio Ferreira (Portugal)                               |
| Prix d'interprétation                              | Ricky Grover pour son rôle dans Hungry de Richard Clark (Royaume Uni) |
| Mention spéciale du Jury                           | Schäfchen Zälhen de Sven Taddicken (Allemagne)                        |
| Prix de la première œuvre européenne               | Faux contact de Eric Jameux (France)                                  |
| Prix décernés par les autres jurys                 |                                                                       |
| Prix du Public de la Fondation Gan                 | Je suis un super-héros de Éric Guirado (France)                       |
| Prix Arte France                                   | Salam de Souad El-Bouhati (France)                                    |
| Prix du Jury Jeune                                 | Hungry de Richard Clark (Royaume Uni)                                 |
| Prix Canal Plus                                    | Cereal Killer de Robert Heath (Royaume Uni)                           |

## 16eédition (10-18 novembre 2001)
| Compétition européenne                                   | Compétition européenne |
| -------------------------------------------------------- | --- |
| Les prix décernés par le jury officiel                   | |
| Grand Prix du film Court de la Ville de Brest (ex-aequo) | La chambre des parents de Pascale Breton (France) |
| Grand Prix du film Court de la Ville de Brest (ex-aequo) | Mes insomnies de Valérie Gaudissart (France) |
| Prix spécial du Jury                                     | Mamo, zobacz (Maman, regarde) de Grant Thoburn (Pologne / Royaume Uni)                                                                                  |
| Prix Européen du Conseil Régional de Bretagne            | Ismaël de Rudy Barrichello (Belgique) |
| Prix Moyen Métrage du Conseil Général du Finistère       | Les Eléphants de la planète Mars de Philippe Barrassat (France)                                                                                         |
| Prix d'interprétation                                    | Minna Haapkyla, Ville Virtanen, Johanna Af Schulten et Tommi Eronen pour leurs rôles dans Onnenpeli 2001 (La croisière) de Aleksi Salmenpera (Finlande) |
| Mentions spéciales du Jury                               | Nom de code, Sacha de Thierry Jousse (France) |
| Mentions spéciales du Jury                               | Sand de Alexis dos Santos (Royaume Uni) |
| Mentions spéciales du Jury                               | Peau de vache de Gerald Hustache-Mathieu (France) |
| Prix décernés par les autres jurys                       | |
| Prix Fuji & Ex-Machina de la première oeuvre             | Des anges de Julien Leloup (France) |
| Prix du Public de la Fondation Gan                       | Bosna Airlines de Dominique Wittorski (France) |
| Prix Arte France                                         | Tribu de Joachim Lafosse (Belgique) |
| Prix du Jury Jeune Européen                              | Hypääjä de P.V. Lehtinen (Finlande) |
| Prix Canal Plus                                          | Desalinada de Gustavo Salneron (Espagne) |
| Mention du Jury Jeune                                    | Parties de Antoine Le Bos (France) |
| Grand Prix Cocotte Minute                                | La flamme de Ron Dyens (France) |
| Prix Canal + Cocotte Minute                              | The poor ones and the paranormal de Sami Hantula (Finlande)                                                                                             |

## 17eédition (9-17 novembre 2002)
| Compétition européenne                                                  | Compétition européenne                                                                     |
| ----------------------------------------------------------------------- | ------------------------------------------------------------------------------------------ |
| Les prix décernés par le jury officiel                                  |                                                                                            |
| Grand Prix du film Court de la Ville de Brest                           | Je m’appelle de Stéphane Elmadjian (France)                                                |
| Prix spécial du Jury                                                    | L’amertume de la chanteuse devant l’utilité des fils barbelés de Armand Lameloise (France) |
| Prix Européen du Conseil Régional de Bretagne                           | Always crashing in the same carde Marcus Weiler (Allemagne)                                |
| Prix Moyen Métrage du Conseil Général du Finistère                      | Shadow Boxer de Vilka Tzouras (Grèce)                                                      |
| Prix d'interprétation                                                   | Esther Esche pour son rôle dans Die andere de Beryl Schennen (Allemagne)                   |
| Mentions spéciales du Jury                                              | Home Road Movies de Robert Bradbrook (Royaume Uni)                                         |
| Mentions spéciales du Jury                                              | Hotel Rienne de Johannes Stjärne Nilsson et Ola Simonsson (Norvège)                        |
| Prix décernés par les autres jurys                                      |                                                                                            |
| Prix Fujifilm de la meilleure collaboration réalisateur/directeur photo | La chatte andalouse de Gérald Hustache-Mathieu (France)                                    |
| Prix du Public de la Fondation Gan                                      | La chatte andalouse de Gérald Hustache-Mathieu (France)                                    |
| John Jameson and Son Ltd Short Film award                               | Antoine travaille de Philippe Chapuis (France)                                             |
| Prix Arte France                                                        | Au noir de Ronan Le Page (France)                                                          |
| Prix du Jury Jeune Européen                                             | Skin deep de Yousaf Ali Khan (Royaume Uni)                                                 |
| Prix Canal Plus                                                         | Hotel Rienne de Johannes Stjärne Nilsson et Ola Simonsson (Norvège)                        |
| Mentions du Jury Jeune                                                  | Alice de Sylvie Ballyot (France)                                                           |
| Mentions du Jury Jeune                                                  | Me Thimase de Alexis Alexiou (Grèce)                                                       |
| Grand Prix Cocotte Minute                                               | Aujourd’hui Madame de César Vayssié (France)                                               |
| Prix Canal + Cocotte Minute                                             | Carcan de Stéphane Levallois (France)                                                      |

## 18eédition (8-16 novembre 2003)
| Compétition européenne                                                  | Compétition européenne                                                            |
| ----------------------------------------------------------------------- | --------------------------------------------------------------------------------- |
| Les prix décernés par le jury officiel                                  |                                                                                   |
| Grand Prix du film Court de la Ville de Brest                           | Redd Barna de Terjne Rangnes (Norvège)                                            |
| Prix Européen du Conseil Régional de Bretagne (ex-aequo)                | Anolit de Stefan Faldbakken (Norvège)                                             |
| Prix Européen du Conseil Régional de Bretagne (ex-aequo)                | Terminal de Aitzol Aramaio (Espagne)                                              |
| Prix Moyen Métrage du Conseil Général du Finistère                      | John og Mia de Christian Bjarke Dyekjaer (Danemark)                               |
| Prix d'interprétation                                                   | Dick Kayso pour son rôle dans John og Mia de Christian Bjarke Dyekjaer (Danemark) |
| Mention spéciale du Jury                                                | Torjiza de Stefan Arsenijevic (Slovénie)                                          |
| Mention spéciale du Jury pour la photographie                           | Love me or leave me alone de Duane Hopkins (Royaume Uni)                          |
| Prix décernés par les autres jurys                                      |                                                                                   |
| Prix Fujifilm de la meilleure collaboration réalisateur/directeur photo | Dremano oko de Vladimir Perišić (France)                                          |
| Prix du Public de la Fondation Gan                                      | Revolucion de Martin Rosete (Espagne)                                             |
| Prix France 2                                                           | Le pays des Ours de Jean-Baptiste Léonetti (France)                               |
| Prix du Jury Jeune                                                      | Façade de Guy Mazarguil (France)                                                  |
| Mention du Jury Jeune                                                   | Freedub 1 de Stéphane Elmadjian (France)                                          |
| Grand Prix Cocotte Minute                                               | One small leap de Edward Boase et James Walker (Royaume Uni)                      |
| Prix Canal + Cocotte Minute                                             | And the red man went green de Stéphane Ruth Meehan (Royaume Uni)                  |

## 19eédition (6-14 novembre 2004)
| Compétition européenne                             | Compétition européenne                                                               |
| -------------------------------------------------- | ------------------------------------------------------------------------------------ |
| Les prix décernés par le jury officiel             |                                                                                      |
| Grand Prix du film Court de la Ville de Brest      | Cashback de Sean Ellis (Royaume Uni)                                                 |
| Prix Révélation du Festival Européen du Film Court | French Kiss de Antonin Peretkatko (France)                                           |
| Prix Européen du Conseil Régional de Bretagne      | En del av mitt hjärta de Johan Brisinger (Suède)                                     |
| Prix Moyen Métrage du Conseil Général du Finistère | Green oaks de Ruxandra Zenide (Suisse)                                               |
| Prix d'interprétation                              | Aude Briant pour son rôle dans Blonde et Brune de Christine Dory (France)            |
| Mentions spéciales du Jury                         | Obras de Hendrick Dussollier (France)                                                |
| Mentions spéciales du Jury                         | Fare bene mikles de Christian Angeli (Italie)                                        |
| Prix décernés par les autres jurys                 |                                                                                      |
| Prix du Public de la Fondation Gan                 | Meine eltern de Neele Leana Vollmar (Allemagne)                                      |
| Prix Beaumarchais du Meilleur Scénario             | Dans l’ombre de Olivier Masset-Depasse (France)                                      |
| Mention Beaumarchais                               | Le fils du caméléon de Ronan Le Page (France)                                        |
| Prix France 2                                      | Blonde et Brune de Christine Dory (France)                                           |
| Prix du Jury Jeune                                 | En del av mitt hjärta de Johan Brisinger (Suède)                                     |
| Mention du Jury Jeune                              | Meine eltern de Neele Leana Vollmar (Allemagne)                                      |
| Grand Prix Cocotte Minute                          | Dahucapra rupidahu de Thibault Bérard, Vincent Gautier et Frédérique Gyuran (France) |
| Prix Canal + Cocotte Minute                        | Schnürsenkeltwist d’Alex Frei (Allemagne)                                            |

## 20eédition (5-13 novembre 2005)
| Compétition européenne                             | Compétition européenne                                                    |
| -------------------------------------------------- | ------------------------------------------------------------------------- |
| Les prix décernés par le jury officiel             |                                                                           |
| Grand Prix du film Court de la Ville de Brest      | Be quiet de Smah Zoabi (France)                                           |
| Prix Révélation du Festival Européen du Film Court | La plaine de Roland Edzard (France)                                       |
| Prix Européen du Conseil Régional de Bretagne      | Hibernation de John Williams (Royaume Uni)                                |
| Prix Moyen Métrage du Conseil Général du Finistère | A song for Rebecca de Norah Mc Gettigan (Pologne)                         |
| Prix d'interprétation                              | Antonin Naharro pour son rôle dans Invulnérable d’Alvaro Pastor (Espagne) |
| Mentions spéciales du Jury                         | Lard d’Ornette Spenceley (Royaume Uni)                                    |
| Mentions spéciales du Jury                         | Bawke de Hisham Zaman (Norvège)                                           |
| Mentions spéciales du Jury                         | Willow Drive de Jacob Rorvik (Royaume Uni)                                |
| Prix décernés par les autres jurys                 |                                                                           |
| Prix du Public de la Fondation Gan                 | Un dernier vers de Bérénice André (France)                                |
| Prix Beaumarchais du Meilleur Scénario             | Céleste de Valérie Gaudissant (France)                                    |
| Prix France 2                                      | Geisha d’Anne Gilles (France)                                             |
| Prix du Jury Jeune                                 | Schijn Van de Maan de Peter Ghesquiere (Belgique)                         |
| Mention du Jury Jeune                              | Bawke de Hisham Zaman (Norvège)                                           |
| Grand Prix Cocotte Minute                          | Le baiser de Stefan Le Lay (France)                                       |
| Prix Canal + Cocotte Minute                        | Stong de Duong-Thai (France)                                              |
| Prix des Passeurs de Courts                        | 3 gouttes d’Antésite de Karine Blanc et Michel Tavares (France)           |

## 21eédition (11-19 novembre 2006)
| Compétition européenne                             | Compétition européenne                                        |
| -------------------------------------------------- | ------------------------------------------------------------- |
| Les prix décernés par le jury officiel             |                                                               |
| Grand Prix du film Court de la Ville de Brest      | Spraekker de Aage-Rais-Nordentoft (Danemark)                  |
| Prix Révélation du Festival Européen du Film Court | Les deux vies du Serpent de Hélier Cisterne (France)          |
| Prix Européen du Conseil Régional de Bretagne      | Contracuerpo de Eduardo Chapero-Jackson (Espagne)             |
| Prix Moyen Métrage du Conseil Général du Finistère | Honeymoon de Miranda Bowen (Royaume Uni)                      |
| Prix d'interprétation                              | Alan Andersz dans Melodramat de Filip Marczewski (Pologne)    |
| Mentions spéciales du Jury                         | Dad de Daniel Mulloy (Royaume Uni)                            |
| Mentions spéciales du Jury                         | Banal de David Planell (Espagne)                              |
| Prix décernés par les autres jurys                 |                                                               |
| Prix du Public de la Fondation Gan                 | Le Mozart des pickpockets de Philippe Pollet-Villard (France) |
| Prix Beaumarchais du Meilleur Scénario             | Echo de Yann Gozlan (France)                                  |
| Prix France 2                                      | Des Terres Minées de Julien Sicard (France)                   |
| Prix Canal + Cocotte Minute                        | Cevapcici de Jonas Meier (Suisse)                             |
| Prix des Passeurs de Courts                        | Contracuerpo de Eduardo Chapero-Jackson (Espagne)             |

## 22eédition (10-18 novembre 2007)
| Compétition européenne                                                  | Compétition européenne                                                           |
| ----------------------------------------------------------------------- | -------------------------------------------------------------------------------- |
| Les prix décernés par le jury officiel                                  |                                                                                  |
| Grand Prix du film Court de la Ville de Brest                           | Trojka do wziecia de Bartek Konopka (Pologne)                                    |
| Prix Révélation du Festival Européen du Film Court                      | Soleil bas de Vincent Drouin (France)                                            |
| Prix Européen du Conseil Régional de Bretagne                           | Braedrabylta de Grimur Hakonarson (Islande)                                      |
| Prix Moyen Métrage du Conseil Général du Finistère                      | Emilka Placze de Rafael Kapelinski (Pologne)                                     |
| Prix d'interprétation                                                   | Klaudia Barbick pour son rôle dans Trojka do wziecia de Bartek Konopka (Pologne) |
| Mentions spéciales du Jury                                              | Taxi Wala de Lola Frederich (France)                                             |
| Mentions spéciales du Jury                                              | Fatum de Rogier Hesp (Pays Bas)                                                  |
| Mentions spéciales du Jury                                              | Primrose Hill de Mikhaël Hers (France)                                           |
| Prix décernés par les autres jurys                                      |                                                                                  |
| Prix du Public de la Fondation Gan                                      | Le secret de Salomon de David Charhon (France)                                   |
| Prix Beaumarchais du Meilleur Scénario                                  | Soleil Bas de Vincent Drouin (France)                                            |
| Prix France 2                                                           | Dans leur peau de Arnaud Malherbe (France)                                       |
| Prix du Jury Jeune                                                      | One de Serge Mirzabekiantz (Belgique)                                            |
| Prix Fujifilm de la meilleure collaboration réalisateur/directeur photo | Soleil bas de Vincent Drouin (France)                                            |
| Grand Prix Cocotte Minute                                               | Teeth de John Kennedy et Ruairi O'Brien (Irlande)                                |
| Prix Canal + Cocotte Minute                                             | Arpop de Aitor Echeverria (Espagne)                                              |
| Prix des Passeurs de Courts                                             | Alumbramiento de Eduardo Chapero Jackson (Espagne)                               |

## 23eédition(8-16 novembre 2008)
| Compétition européenne                                                  | Compétition européenne                                            |
| ----------------------------------------------------------------------- | ----------------------------------------------------------------- |
| Les prix décernés par le jury officiel                                  |                                                                   |
| Grand prix du Film Court de la ville de Brest                           | Séance familiale de Cheng-Chui Kuo (France)                       |
| Prix Révélation du Festival                                             | C'est Dimanche ! de Samir Guesmi (France)                         |
| Prix Européen du Conseil Régional de Bretagne                           | Istället För Abrakadabra de Patrik Eklund (Suède)                 |
| Prix du Moyen Métrage du Conseil Général du Finistère                   | En Forelskelse de Christian Prévost (Danemark)                    |
| Prix Fujifilm de la meilleure collaboration réalisation/directeur photo | Tony Zoreil de Valentin Potier (France)                           |
| Prix d'interprétation                                                   | Jérémy Azencott dans Alter Ego de Cédric Prévost (France)         |
| Prix décernés par les autres jurys                                      |                                                                   |
| Prix du Public de la Fondation Gan pour le Cinéma                       | Iställlet för Abrakadabra de Patrick Eklund (Suède)               |
| Prix Beaumarchais du Meilleur Scénario                                  | Alter Ego de Cédric Prévost (France)                              |
| Prix Européen France 2                                                  | Smafuglar de Runar Runarsson (Islande)                            |
| Prix Francophone France 2                                               | Soudain ses mains d'Emmanuel Gras (France)                        |
| Prix du Jury Jeune                                                      | Smafuglar de Runar Runarsson (Islande)                            |
| Prix des Passeurs du Court                                              | En Forelskelse de Christian Tafdrup (Danemark)                    |
| Prix Canal+ Cocotte Minute                                              | Eel Girl de Paul Campion (Russie)                                 |
| Grand Prix Cocotte Minute                                               | Dix de Fabrice Le Nezet, François Raisin et Jules Janaud (France) |

## 24eédition(7-15 novembre 2009)
| Compétition européenne                                | Compétition européenne                                                                 |
| ----------------------------------------------------- | -------------------------------------------------------------------------------------- |
| Les prix décernés par le jury officiel                |                                                                                        |
| Grand Prix du Film Court de la Ville de Brest         | Slitage de Patrik Eklund (Suède)                                                       |
| Prix Révélation                                       | C'est gratuit pour les filles de Marie Amachoukeli et Claire Burger (France)           |
| Prix Européen du Conseil Régional de Bretagne         | Universal Spring de Anna Karasinska (Pologne)                                          |
| Prix du Moyen Métrage du Conseil Général du Finistère | Vascora de Karchi Perlmann (Hongrie - États-Unis)                                      |
| Prix d'interprétation                                 | Kierston Wareing et Johnny Harris dans Leaving deRichard Penfold et Sam Hearn (Russie) |
| Mentions du jury officiel                             | Maso de Rodolphe Tissot (France)                                                       |
| Mentions du jury officiel                             | Marker de Susanna Wallin (Russie)                                                      |
| Mentions du jury officiel                             | Torpedo de Helena Hegermann (Allemagne)                                                |
| Mentions du jury officiel                             | Lépcsosproba de Zsófia Szilágyi (Hongrie)                                              |
| Mentions du jury officiel                             | Posrednikat de Dragomir Sholev (Belgique)                                              |
| Prix décernés par les autres jurys                    |                                                                                        |
| Prix Francophone France 2                             | Dans le sang de Katia Jarjoura (France)                                                |
| Prix Européen France 2                                | Bába (cs) de Zuzana Spidlová (République tchèque)                                      |
| Prix de la meilleure direction photo                  | Les Ongles noirs de Jérôme Descamps (France)                                           |
| Prix Beaumarchais du meilleur scénario                | Cavalier seul de Vincent Mariette (France)                                             |
| Prix du Jury Presse                                   | Aplinkkelis de Lawrence Tooley (Allemagne)                                             |
| Prix des Passeurs de Courts                           | Waramutseho ! de Auguste Bernard Kouemo Yanghu (France)                                |
| Prix du Jury Jeune                                    | ¿Donde esta Kim Basinger? de Édouard Deluc (France)                                    |
| Prix du Public                                        | ¿Donde esta Kim Basinger? de Édouard Deluc (France)                                    |
| Prix Canal+ Cocotte Minute                            | Cantor Dust Man de Sebastien Loghman (France)                                          |
| Prix du Public Cocotte Minute                         | La Minute vieille de Fabrice Maruca (France)                                           |
| Mention décernées par les autres jurys                | Lars og Peter de Daniel Borgman (Allemagne)                                            |

## 25eédition (8-14 novembre 2010)
| Compétition européenne                                | Compétition européenne                                 |
| ----------------------------------------------------- | ------------------------------------------------------ |
| Les prix décernés par le jury officiel                |                                                        |
| Grand Prix du Film Court de la Ville de Brest         | hermes de Banu Akseki (Belgique)                       |
| Prix Révélation                                       | Monsieur l'Abbé de Blandine Lenoir (France)            |
| Prix Européen du Conseil Régional de Bretagne         | Muzica in sange de Alexandru Mavrodineanu (Roumanie)   |
| Prix du Moyen Métrage du Conseil Général du Finistère | Bingo de Timur Ismailov (Pays Bas)                     |
| Prix d'interprétation                                 | Mona Anderson dans Ella de Hanne Larsen (Norvège)      |
| Mention du jury officiel                              | Rita de Antonio Piazza et Fabio Grassodonia (Italie)   |
| Prix décernés par les autres jurys                    |                                                        |
| Prix Francophone France 2                             | Catharsis de Cédric Prévost (France)                   |
| Prix Européen France 2                                | Bröderna Jaukka de Peter Grölund (Suède)               |
| Prix de la meilleure direction photo                  | Tre Ore de Annarita Zambrano (France)                  |
| Prix Beaumarchais du meilleur scénario                | Aglaée de Rudi Rosenberg (France)                      |
| Prix du Jury Presse                                   | Half Term de Sam Donovan (Russie)                      |
| Prix des Passeurs de Courts                           | Monsieur l'Abbé de Blandine Lenoir (France)            |
| Prix du Jury Jeune                                    | Ke ego gia mena de Georgis Grigorakis (Grèce)          |
| Prix du Public                                        | Monsieur l'Abbé de Blandine Lenoir (France)            |
| Prix Canal+ Cocotte Minute                            | Leave not a cloud behind de Pablo Gonzales (France)    |
| Prix du Public Cocotte Minute                         | Pixels de Patrick Jean (France)                        |
| Mention décernées par les autres jurys                | Man and Boy de David Leon et Marcus McSweeney (Russie) |

## 26eédition (8-13 novembre 2011)
| Compétition européenne                                      | Compétition européenne                                            |
| ----------------------------------------------------------- | ----------------------------------------------------------------- |
| Les prix décernés par le jury officiel                      |                                                                   |
| Grand Prix du Film Court de la Ville de Brest               | Apele Tac de Anca Miruna Lazarescu (Allemagne)                    |
| Prix Révélation du Festival Européen du Film Court de Brest | Deux inconnus de Lauren Wolkstein & Christopher Radcliff (France) |
| Prix Européen du Conseil régional de Bretagne               | Det kommer aldrig att gå över de Amanda Kernell (Suède)           |
| Prix du Moyen Métrage du Conseil général du Finistère       | Sing me to sleep de Magnus Arnesen (Pologne)                      |
| Prix d’interprétation                                       | Oliver Woollford dans Jam Today de Simon Ellis (Royaume-Uni)      |
| Mentions du jury officiel                                   | Lel Chamel de Youssef Chebbi (France)                             |
| Mentions du jury officiel                                   | Salvatore de Bruno Urso & Fabrizio Urso (France)                  |
| Mentions du jury officiel                                   | Baby de Daniel Mulloy (Royaume-Uni)                               |
| Mentions du jury officiel                                   | Shelly Levy dans Tro, håb og sex de Emma Balcázar (Allemagne)     |
| Prix décernés par les autres jurys                          |                                                                   |
| Prix du Public                                              | Suiker de Jeroen Annokkée (Pays-Bas)                              |
| Prix Européen France 2                                      | La Huida de Victor Carrey (Espagne)                               |
| Prix de la meilleure direction photo                        | Le vivier de Sylvia Guillet (France)                              |
| Prix Beaumarchais                                           | Un homme debout de Foued Mansour (France)                         |
| Prix du jury presse                                         | Moški de Mina Bergant (Slovénie)                                  |
| Prix des passeurs de courts                                 | Skallamann de Maria Bock (Norvège)                                |
| Prix du jury jeune                                          | Sing me to sleep de Magnus Arnesen (Pologne)                      |
| Prix Canal + Cocotte Minute                                 | Šarena Laža de Miloš Tomic (République Tchèque)                   |
| Prix du public Cocotte Minute                               | Maybe... de Pedro Resende (Portugal)                              |
| Mentions décernées par les autres jurys                     | Återfödelsen de Hugo Lilja (Suède)                                |
| Mentions décernées par les autres jurys                     | Finale de Balazs Simonyi (Hongrie)                                |

## 27eédition(13-18 novembre 2012)
| Compétition européenne                                           | Compétition européenne                                                     |
| ---------------------------------------------------------------- | -------------------------------------------------------------------------- |
| Les prix décernés par le jury officiel                           |                                                                            |
| Grand Prix du Film Court de la ville de Brest                    | Tiger Boy, de Gabriele Mainetti (Italie)                                   |
| Prix Européen du Conseil régional de Bretagne                    | Prematur, de Gunhild Enger (Norvège)                                       |
| Prix du 1er Film ou Film d'École du Conseil général du Finistère | Le Cri du homard, de Nicolas Guiot (Belgique/France)                       |
| Prix Révélation                                                  | Flow, de Hugues Hariche (France)                                           |
| Prix de la meilleure direction photo                             | Dos au mur, de Miklos Keleti (Belgique)                                    |
| Prix d'interprétation                                            | Claire Thoumelou dans Le Cri du homard, de Nicolas Guiot (Belgique/France) |
| Mentions du jury officiel                                        | Abgestempelt, de Michael Rittmannsberger (Autriche)                        |
| Mentions du jury officiel                                        | Prochainement sur vos écrans, de Fabrice Maruca (France)                   |
| Prix décernés par les autres jurys                               |                                                                            |
| Prix des Passeurs de courts                                      | Prematur, de Gunhild Enger (Norvège)                                       |
| Prix Format Court                                                | Prematur, de Gunhild Enger (Norvège)                                       |
| Prix du jury jeune                                               | Prora, de Stéphane Riethauser (Suisse)                                     |
| Prix du public                                                   | Rhinos, de Shimmy Marcus (Irlande)                                         |
| Compétition française                                            |                                                                            |
| Prix France 2                                                    | Stronger, de Victor Rodenbach et Hugo Benamozid (France)                   |
| Prix Beaumarchais                                                | Chacun sa nuit, de Marina Diaby (France)                                   |
| Compétition Cocotte minute                                       |                                                                            |
| Prix Canal+ Cocotte Minute                                       | Noise, de Przemyslaw Adamski (Pologne)                                     |
| Programmes Brest Off                                             |                                                                            |
| Prix du Jury presse                                              | Pin up, de François Gallou (France)                                        |

## 28eédition(12-17 novembre 2013)
| Compétition européenne                                               | Compétition européenne                                                   |
| -------------------------------------------------------------------- | ------------------------------------------------------------------------ |
| Les prix décernés par le jury officiel                               |                                                                          |
| Grand Prix du film court de la ville de Brest                        | Die Schaukel des Sargmachers, d'Elmar Imanov                             |
| Prix européen du Conseil régional de Bretagne                        | Hvalfjordur, de Gudmundur Arnar Gudmundsson                              |
| Prix du premier film ou film d'école du Conseil général du Finistère | Arbuz, de Tato Kotetishvili                                              |
| Prix révélation du Festival européen du film court de Brest          | La femme qui flottait, de Thibault Lang-Willar                           |
| Prix spécial du jury                                                 | Zygomatiques, de Stephen Cafiero                                         |
| Prix d’interprétation                                                | Snig, de Josip Žuvan                                                     |
| Mention spéciale du jury                                             | Plaukike, de Gabriele Urbonaite                                          |
| Prix décernés par les autres jurys                                   |                                                                          |
| Prix des Passeurs de Courts                                          | Stufe Drei, de Nathan Nill                                               |
| Prix Format Court                                                    | Misterio, de Chema García Ibarra                                         |
| Prix du jury jeune                                                   | Aquel no era yo, d'Esteban Crespo                                        |
| Mentions spéciales du jury jeune                                     | Moritz und der waldschrat, de Bryn Chainey et Stufe Drei, de Nathan Nill |
| Prix du public                                                       | Stufe Drei, de Nathan Nill                                               |
| Compétition française                                                |                                                                          |
| Prix France 2                                                        | Atlantic Avenue, de Laure de Clermont                                    |
| Prix Beaumarchais                                                    | Les chemises ouvertes, de Marie Loustalot                                |
| Compétition OVNI                                                     |                                                                          |
| Prix Shorts TV                                                       | Irish Folk Furniture, de Tony Donoghue                                   |
| Programmes Brest Off                                                 |                                                                          |
| Prix du jury presse                                                  | Elefante, Pablo Larcuen                                                  |
| Mention spéciale du jury presse                                      | Briganti senza leggenda, Gianluigi Toccafondo                            |

## 29eédition(11-16 novembre 2014)
| Compétition européenne                                               | Compétition européenne                                                  |
| -------------------------------------------------------------------- | ----------------------------------------------------------------------- |
| Prix décernés par le jury officiel                                   |                                                                         |
| Grand Prix du film court de la ville de Brest                        | Artun, de Gudmundur Arnar Gudmundsson                                   |
| Prix européen du Conseil régional de Bretagne                        | As rosas brancas, de Diogo Costa Amarante                               |
| Prix du premier film ou film d'école du Conseil général du Finistère | Kazimir, de Dorian Boguță                                               |
| Prix spécial du jury                                                 | Shadow, de Lorenzo Recio                                                |
| Mentions spéciales                                                   | Reizigers in de nacht, de Ena Sendijarevic et The chicken de Una Gunja  |
| Prix décernés par les autres jurys                                   |                                                                         |
| Prix des Passeurs de Courts                                          | Discipline, de Christophe M. Saber                                      |
| Prix Format Court                                                    | Nashorn im galopp, de Erik Schmitt                                      |
| Prix du jury jeune                                                   | Discipline, de Christophe M. Saber                                      |
| Mention spécial du jury jeune                                        | Reizigers in de nacht, de Ena Sendijarevic et The chicken de Una Gunjak |
| Compétition française                                                |                                                                         |
| Prix France 2                                                        | o be delivered, de Pierre Amstutz Roch                                  |
| Prix Beaumarchais                                                    | Sans les gants, de Martin Razy                                          |
| Compétition OVNI                                                     |                                                                         |
| Prix Shorts TV                                                       | Ja vi elsker, de Hallvar Witzo                                          |
| Programmes Brest Off                                                 |                                                                         |
| Prix du Jury presse                                                  | Anywhere but here, de Hallvar Witzo                                     |

## 30eédition(10-15 novembre 2015)
| Compétition européenne                                           | Compétition européenne                            |
| ---------------------------------------------------------------- | ------------------------------------------------- |
| Prix décernés par le jury officiel                               |                                                   |
| Grand prix du film court de la Ville de Brest                    | Zeus de Pavel Veskanov                            |
| Prix européen du Conseil Régional de Bretagne                    | Thu og eg de Asa Hjorleifdottir                   |
| Prix du 1er film ou film d’école du Conseil Général du Finistère | Alles Wird Gut de Patrick Vollrath                |
| Prix spécial du jury                                             | Coach de Ben Adler                                |
| Prix décernés par les autres jurys                               |                                                   |
| Prix des Passeurs de Courts                                      | The Immaculate Misconception de Michael Geoghegan |
| Prix Format Court                                                | Larp de Kordian Kadziela                          |
| Prix du public                                                   | The Immaculate Misconception de Michael Geoghegan |
| Prix du jury jeune                                               | Crack de Peter King                               |
| Mention spéciale                                                 | Jay Parmi les Hommes de Zeno Graton               |
| Compétition française                                            |                                                   |
| Prix France 2                                                    | Il venait de Roumanie de Jean-Baptiste Durand     |
| Prix Beaumarchais                                                | Tout va bien de Laurent Scheid                    |
| Compétition OVNI                                                 |                                                   |
| Prix Shorts TV                                                   | Bär de Pascal Flörksrks                           |

## 31eédition(8-13 novembre 2016)
| Compétition européenne                                                 | Compétition européenne                                     |
| ---------------------------------------------------------------------- | ---------------------------------------------------------- |
| Prix décernés par le jury officiel                                     |                                                            |
| Grand prix du film court de la Ville de Brest                          | La Brêle sauvage de Greg Clément (Suisse)                  |
| Prix européen du Conseil régional de Bretagne                          | Timecode de Juanjo Giménez (Espagne)                       |
| Prix du 1er film ou film d’école du Conseil départemental du Finistère | La Brêle sauvage de Greg Clément (Suisse)                  |
| Prix spécial du jury                                                   | Home de Daniel Mulloy (Kosovo/Royaume-Uni)                 |
| Mention spéciale du jury                                               | Jag Foljer Dig de Jonatan Etzler (Suède)                   |
| Prix décernés par les autres jurys                                     |                                                            |
| Prix des Passeurs de courts                                            | Timecode de Juanjo Giménez (Espagne)                       |
| Prix Format court                                                      | Darznieks de Madara Dislere (Lettonie)                     |
| Prix du public                                                         | Panthéon Discount de Stéphan Castang (France)              |
| Prix du jury jeune                                                     | Ariana Forever ! de Katharina Rivilis (Allemagne)          |
| Mention spéciale du jury jeune                                         | Getting fat in a healthy way de Kevork Aslanyan (Bulgarie) |
| Compétition française                                                  |                                                            |
| Prix France 2                                                          | Mobile de Gabrielle Culand                                 |
| Prix Beaumarchais                                                      | Hotaru de William Laboury                                  |
| Compétition OVNI                                                       |                                                            |
| Prix Shorts TV                                                         | Cold storage de Thomas Freundlich (Finlande)               |
| Programmes Brest Off                                                   |                                                            |
| Prix Sundance TV                                                       | Na Cherveno de Toma Waszarow (Bulgarie/Croatie)            |

## 32eédition (7-12 novembre 2017)

Logo de l'édition 2017

| Compétition européenne,                                                | Compétition européenne,                                                            |
| ---------------------------------------------------------------------- | ---------------------------------------------------------------------------------- |
| Prix décernés par le jury officiel                                     |                                                                                    |
| Grand prix du film court de la Ville de Brest                          | Kukista ja mehiläisistä (About the Birds and the Bees) de J.J. Vanhanen (Finlande) |
| Prix européen du Conseil régional de Bretagne                          | Contractor de Simon Ryninks (Royaume-Uni)                                          |
| Prix du 1er film ou film d’école du Conseil départemental du Finistère | Baraz deTomasz Gassowski (Pologne)                                                 |
| Prix spécial du jury                                                   | Fox-Terrier de Hubert Charuel (France)                                             |
| Mention spéciale du jury                                               | Jag Foljer Dig de Jonatan Etzler (Suède)                                           |
| Prix décernés par les autres jurys                                     |                                                                                    |
| Prix des Passeurs de courts                                            | Manodopera de Loukianos Moshonas (Grèce/France)                                    |
| Prix du public                                                         | Kukista ja mehiläisistä (About the Birds and the Bees) de J.J. Vanhanen            |
| Prix du jury jeune                                                     | Avec Thelma de Ann Sirot et Raphaël Balboni (Belgique/France)                      |
| Mention spéciale du jury jeune                                         | Getting fat in a healthy way de Kevork Aslanyan (Bulgarie)                         |
| Compétition française                                                  |                                                                                    |
| Prix France 2                                                          | Plus fort que moi de Hania Ourabah                                                 |
| Prix du public                                                         | Tangente de Julie Jouve et Rida Belghiat                                           |
| Compétition OVNI                                                       |                                                                                    |
| Prix Shorts TV                                                         | Johnno’s Dead de Chris Sheper                                                      |